# 苏州府

苏州府在江苏省的位置（1820年）

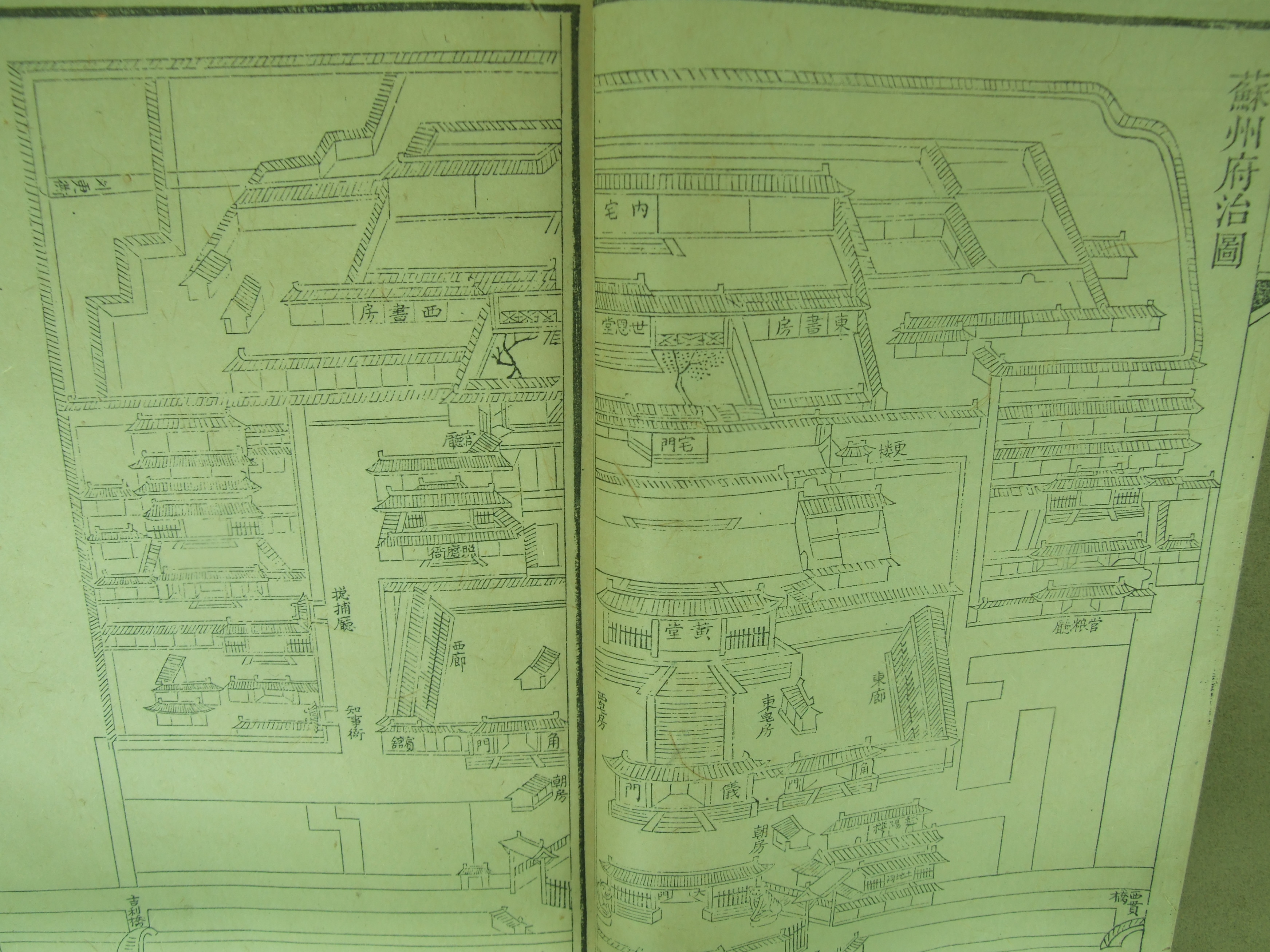
清《苏州府治图》

苏州府是明朝、清朝的一个府，在今苏州市、上海市境，辛亥革命后废。

## 历史
元末时为平江路。元末，吴王元年（1367年）九月，明太祖改为苏州府。在大明，苏州府属于南直隶，下辖一州七县：吴县、长洲县、常熟县、吴江县、昆山县、嘉定县和太仓州（领崇明县），辖区范围基本上相当于今日苏州市辖境以及上海市苏州河以北各区。洪武二十六年，编户四十九万一千五百一十四，口二百三十五万五千三十。弘治四年，户五十三万五千四百九，口二百四万八千九十七。万历六年，户六十万七百五十五，口二百一万一千九百八十五。明朝全國16個大城市: 「今之所謂都會者，則大之而為兩京，江、浙、閩、廣諸省（會）；次之而蘇、松、淮、揚諸府；臨清、濟寧諸州；儀真、蕪湖諸縣；瓜州、景德諸鎮。」
清朝初年，属江南省，后属江苏省。雍正二年（1724年），苏州府的大部分县份都因人口、赋税繁多，而一分为二：分长洲县南部设元和县；从常熟县分出昭文县，从吴江县分出震泽县，从昆山县分出新阳县，因此苏州府的辖县增加到9个。苏州府成为具有三个附郭县的府（分别是吴县、长洲县、元和县），全国罕见。
至清末，依《清史稿》記載，苏州府管轄九個縣與兩個散廳，九個縣同上段，兩個散廳是靖湖廳與太湖廳。宣统三年八月十九日（1911年10月10日）爆发辛亥革命。九月十日（11月5日），江苏巡抚程德全在苏州宣布“江苏独立”，并成立中华民国苏军都督府、苏州军政府。二十七日，苏军都督府颁布《暂行地方制》，治所同城的州县合并为一。十月初四（11月24日），裁撒苏州府及长洲、元和、吴三县。原苏州府所辖县厅由苏军都督府管辖。十月十三日（12月3日），改苏军都督府为中华民国军政府江苏都督府。

### 引用
1. ↑  《明史·志第十六·地理一》
2. ↑  萬曆《歙志》卷一
3. ↑  苏州市地方志编纂委员会办公室. . 苏州地情网.   [2018-03-10]. （原始内容存档于2018-12-08） （简体中文）.

## 延伸阅读
[在维基数据编辑]
 《欽定古今圖書集成·方輿彙編·職方典·蘇州府部》，出自陈梦雷《古今圖書集成》